# عوالمي الصوتية (ألبوم)
صوت عالمي أو صوت عوالمي (بالإنجليزية: My Worlds Acoustic)‏ هو أول ألبوم ريمكس لفنان التسجيل الكندى جاستن بيبر. يحتوى الألبوم على 9 إصدارت صوتية من أسطوانته المطولة الأولى ماي ورلد، وأول ألبوم إستديو له ماي ورلد 2.0، بالأضافة إلى أغنية جديدة لبيبر هي براى. تم إنتاج الإصدارات الجديدة من الأغانى من قبل دان كانتر، وكوك هاريل، وأيضا روب ويلس. تم إصدار الألبوم إلى آي تيونز في 8 فبراير 2011. وصلت أغنية براى في المرتبة الخامسة في كندا، ثم وصلت إلى ذروتها في المرتبة الرابعة في اللائحة الأسبوعية للألبومات الأعلى مبيعا في كندا، وبلاتين معتمد من موسيقى كندا، كما ظهر في رقم سبعة على قائمة بيلبورد 200 الأمريكية، مع مبيعات 115,000 نسخة في الأسبوع الأول.

## روابط خارجية
- ماي ورلدس أكوستيك على موقع أول موفي (الإنجليزية)